# Sylvain Cathala
Sylvain Cathala est un saxophoniste et compositeur de jazz français.

## Biographie
Sylvain Cathala est depuis 1997 le leader du groupe Print composé de stéphane Payen au saxophone alto, Jean Philippe Morel ou  Jean-Luc Lehr pour une tournée Nordique à la basse et Frank Vaillant à la batterie. Il est également leader d'un trio créé en 2005 avec Sarah Murcia à la contrebasse et Christophe Lavergne à la batterie.

## Discographie
- 2013 : Sylvain Cathala Trio, Flow and Cycle, Connexe Records / Muséa

### Avec Print
- 2011 : Live Nordic & Baltic Tour 2010, Great Winds
- 2009 : Print & Friends  - Around K, Yolk
- 2007 : Baltic Dance, Yolk
- 2003 : a.ka Dreams, Yolk
- 2000 : Isphero, FTM